# Emir Hüseynov
Emir Yusif oğlu Hüseynov (russisch Эмир Юсиф оглы Гусейнов Emir Jussif ogly Gusseinow; * 22. August 1978 in Baku, Aserbaidschanische SSR) ist ein ehemaliger aserbaidschanischer Billardspieler, der in der Billardvariante Russisches Billard antrat.
Der sechsmalige aserbaidschanische Meister wurde 2001 WM-Dritter in der Disziplin Freie Pyramide.

## Karriere
Nachdem er im Jahr 2000 beim Baltic Cup den neunten Platz belegt hatte, zog Emir Hüseynov im Juli 2001 bei der Weltmeisterschaft in der Freien Pyramide durch Siege gegen Ihor Hubarjew und Juri Lobatsch ins Halbfinale ein, in dem er dem Ukrainer Jaroslaw Wynokur mit 1:5 unterlag, und war damit der erste Aserbaidschaner, der eine WM-Medaille im Russischen Billard gewann. Im folgenden Jahr hingegen schied er mit nur einem Sieg aus drei Spielen in der Vorrunde aus. Bei der Europameisterschaft gelangte er 2002 ins Achtelfinale, in dem er sich dem späteren Turniersieger Wladimir Petuschkow geschlagen geben musste.
Bei der WM 2003 gelangte Hüseynov in die Runde der letzten 32, in der er dem Ukrainer Stanislaw Petriw mit 4:5 knapp unterlag. Wenig später schied er beim Asian Cup in der Vorrunde aus und erreichte beim Baltic Cup das Viertelfinale, in dem er gegen Qanybek Saghyndyqow verlor, bevor er bei der EM 2003 ins Achtelfinale kam und Oleksandr Palamar unterlag.
In den folgenden Jahren nahm Hüseynov nur vereinzelt an Turnieren teil. So schied er 2004 und 2005 beim Kaukasuspokal in der Vorrunde aus und erreichte bei der WM 2007 durch Siege gegen Anton Netessow und Marko Rautiainen das Sechzehntelfinale, in dem er dem Weißrussen Aljaksandr Kaszjukawez mit 4:6 unterlag. Im selben Jahr zog Hüseynov, der sechsmal nationaler Meister geworden war, ins Finale der aserbaidschanischen Meisterschaft in der Disziplin Kombinierte Pyramide ein, in dem er sich Ramin Səməndərov mit 2:3 geschlagen geben musste. Anfang 2009 nahm Hüseynov zum ersten Mal an der Kombinierte-Pyramide-WM teil, schied dort jedoch sieglos aus.
Nach fünf Jahren Pause kehrte Hüseynov im November 2014 auf die internationale Bühne zurück, als er an der Freie-Pyramide-WM teilnahm, dort jedoch nach Niederlagen gegen Ysatbek Ratbekow und Jewgeni Smirnow in der Vorrunde ausschied. Wenig später schied er auch bei den Prince Open in der Vorrunde aus. Anfang 2015 erreichte er bei den Baku Open das Achtelfinale und beendete anschließend seine Karriere.

## Erfolge
Finalteilnahmen (Auswahl)
| Ergebnis | Jahr | Turnier                                        | Finalgegner      | Endstand |
| -------- | ---- | ---------------------------------------------- | ---------------- | -------- |
| Finalist | 2007 | aserbaidschanischen Meisterschaft (Komb. Pyr.) | Ramin Səməndərov | 2:3      |

Weitere Erfolge
- Aserbaidschanischer Meister: 6×

## Teilnahmen an Weltmeisterschaften
| Disziplin            | 2001              | 2002              | 2003              | 2004              | 2005              | 2006              | 2007 | 2008              | 2009              | 2010              | 2011              | 2012 | 2013 | 2014 |
| -------------------- | ----------------- | ----------------- | ----------------- | ----------------- | ----------------- | ----------------- | ---- | ----------------- | ----------------- | ----------------- | ----------------- | ---- | ---- | ---- |
| Freie Pyramide       | H                 | R                 | L32               | –                 | –                 | –                 | L32  | –                 | –                 | –                 | –                 | –    | –    | R    |
| Dynamische Pyramide  | nicht ausgetragen | nicht ausgetragen | nicht ausgetragen | nicht ausgetragen | nicht ausgetragen | nicht ausgetragen | –    | nicht ausgetragen | nicht ausgetragen | nicht ausgetragen | nicht ausgetragen | –    | –    | –    |
| Kombinierte Pyramide | nicht ausgetragen | nicht ausgetragen | nicht ausgetragen | nicht ausgetragen | nicht ausgetragen | nicht ausgetragen | –    | –                 | R                 | –                 | –                 | –    | –    | –    |
| Quelle:              |                   |                   |                   |                   |                   |                   |      |                   |                   |                   |                   |      |      |      |

| Legende | Legende                               |
| ------- | ------------------------------------- |
| S       | Sieger                                |
| F       | Finalist                              |
| HF / H  | Halbfinalist                          |
| VF / V  | Viertelfinalist                       |
| AF / A  | Achtelfinalist                        |
| LX      | Niederlage in der Runde der letzten X |
| R2      | Niederlage in Runde 2                 |
| R       | Vorrundenaus/Niederlage in Runde 1    |
| –       | nicht teilgenommen                    |
| n. a.   | nicht ausgetragen                     |